# ファジアーノ岡山ネクスト
ファジアーノ岡山ネクスト（ファジアーノおかやまネクスト、Fagiano Okayama Next）は、かつて存在したサッカークラブ。日本プロサッカーリーグ（Jリーグ）に加盟するファジアーノ岡山FC（以下、ファジアーノ）のセカンドチームであった。通称ネクスファジ。

## 概要
ファジアーノ岡山がJリーグへ加盟した2009年、公式戦での出場機会が少ない選手や故障者らに試合経験を積ませ、戦力強化を図るために同年2月1日に結成された。2009年2月22日の岡山県社会人サッカー連盟の総会で特例として2009年より県リーグ1部からの参加が認められた。また、Jリーグに出場できる選手の育成と併せて3年以内の日本フットボールリーグ（JFL）参加を目標としていた。
2009年、岡山県1部リーグで全勝優勝。中国地域県リーグ決勝大会も優勝し、2010年から中国サッカーリーグへ昇格。
2011年、天皇杯全日本サッカー選手権大会に初出場。
2012年、第48回全国社会人サッカー選手権大会で3位に入賞。第36回全国地域サッカーリーグ決勝大会は決勝ラウンド4位に終わった。
2013年、中国リーグで初優勝。第49回全国社会人サッカー選手権大会は1回戦敗退。第37回全国地域サッカーリーグ決勝大会で準優勝した。12月4日のJFL理事会でJFLへの入会が承認された。
2016年6月24日、本シーズン終了をもって活動を終えることを発表 。同日、JFLに退会届を提出し、7月25日にJFL理事会で退会が承認された。

## 年度別成績・歴代監督
| 年度 | 所属      | 順位 | 勝点 | 試合 | 勝 | 分 | 敗 | 得点 | 失点 | 差  | 天皇杯    | 監督     |
| 2009 | 岡山県1部 | 優勝 | 36   | 12   | 12 | 0  | 0  | 61   | 3    | +58 | -         | 手塚聡   |
| 2010 | 中国      | 4位  | 34   | 18   | 11 | 1  | 6  | 65   | 25   | +40 | -         | 眞中幹夫 |
| 2011 | 中国      | 3位  | 37   | 18   | 12 | 1  | 5  | 48   | 16   | +32 | 2回戦敗退 | 眞中幹夫 |
| 2012 | 中国      | 2位  | 38   | 18   | 11 | 5  | 2  | 51   | 18   | +33 | 2回戦敗退 | 眞中幹夫 |
| 2013 | 中国      | 優勝 | 47   | 18   | 15 | 2  | 1  | 53   | 10   | +43 | 2回戦敗退 | 牧内辰也 |
| 2014 | JFL       | 11位 | 23   | 26   | 5  | 8  | 13 | 24   | 46   | -22 | 2回戦敗退 | 牧内辰也 |
| 2015 | JFL       | 15位 | 20   | 30   | 6  | 2  | 22 | 25   | 59   | -34 | 1回戦敗退 | 牧内辰也 |
| 2016 | JFL       | 16位 | 7    | 30   | 2  | 1  | 27 | 19   | 61   | -42 | 1回戦敗退 | 牧内辰也 |

## タイトル

### リーグ戦
- 中国サッカーリーグ
  - 優勝（1回）：2013
  - 準優勝（1回）：2012
- 岡山サッカーリーグ1部
  - 優勝（1回）：2009

### カップ戦
- 全国地域サッカーリーグ決勝大会
  - 準優勝（1回）：2013
- 岡山県サッカー選手権大会（兼天皇杯岡山県予選）
  - 優勝（5回）：2011, 2012, 2013, 2014, 2015, 2016

## スタジアム

### 年度別入場者数
略記について
- 入場者数の太字は、歴代最多および最少
- 試合数および入場者数データはリーグ戦のみ。

| 年度 | 所属 | 合計 入場者数 |          | 最多入場者数 | 最多入場者数 | 最多入場者数 |        | 最少入場者数 | 最少入場者数 | 最少入場者数 |                | 平均 入場者数 | 試合数 | ホームゲーム 開催スタジアム |
| 年度 | 所属 | 合計 入場者数 | 入場者数 | 相手         | 会場         | 入場者数     | 相手   | 会場         |              |              |                | 平均 入場者数 | 試合数 | ホームゲーム 開催スタジアム |
| ---- | ---- | ------------- | -------- | ------------ | ------------ | ------------ | ------ | ------------ | ------------ | ------------ | -------------- | ------------- | ------ | --------------------------- |
| 2014 | JFL  | 5,865         |          | 759          | Honda        | カンスタ     |        | 249          | ロック       | 津山         |                | 451           | 14     | カンスタ13、津山1           |
| 2015 | JFL  | 4,634         | 475      | ロック       | Cスタ        | 122          | 流経大 | 309          | 15           | 津山         | Cスタ10、津山5 |               |        |                             |
| 2016 | JFL  | 4,653         | 512      | 流経大       | Cスタ        | 158          | Honda  | 310          | 15           | 津山         | Cスタ11、津山4 |               |        |                             |

中国リーグ時代
- 灘崎町総合公園多目的広場サッカー場（岡山市南区灘崎町）
- 財田スポーツ広場（岡山市中区）
- 岡山県総合グラウンド補助陸上競技場 (岡山市北区)
- 岡山県笠岡陸上競技場（笠岡市）
- 倉敷市水島緑地福田公園陸上競技場（倉敷市）
- 政田サッカー場（岡山市東区）

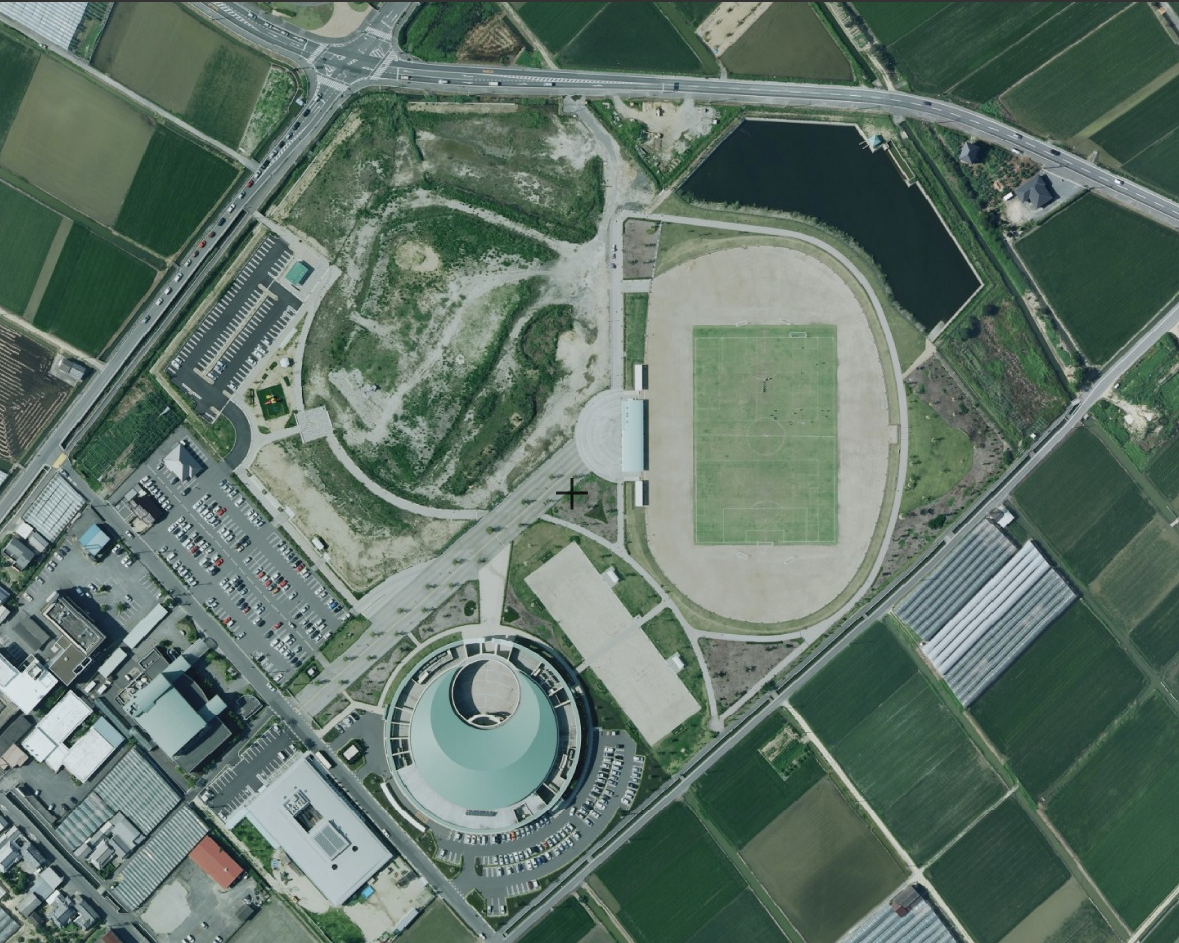
灘崎町総合公園多目的広場サッカー場
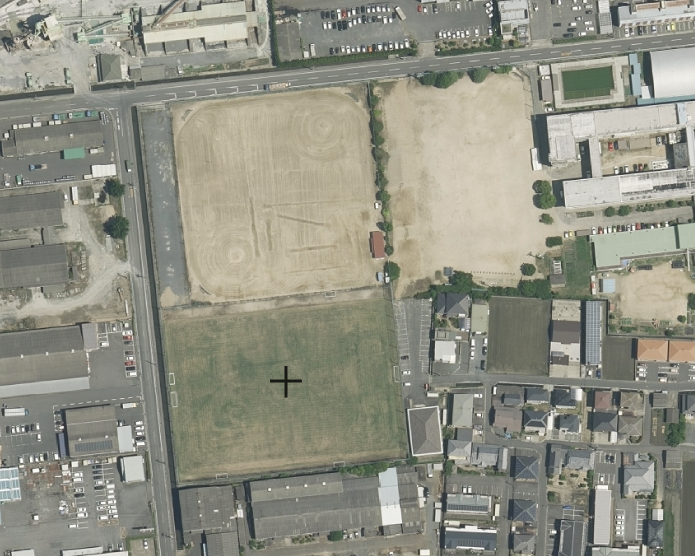
財田スポーツ広場
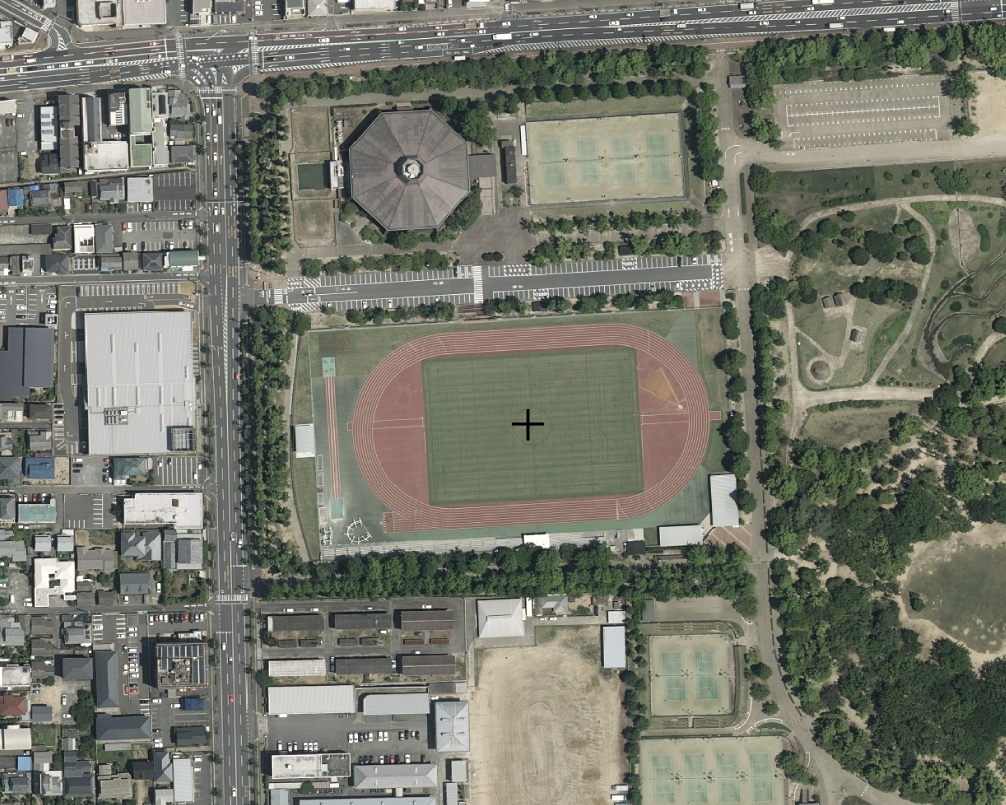
岡山県総合グラウンド陸上競技場補助陸上競技場
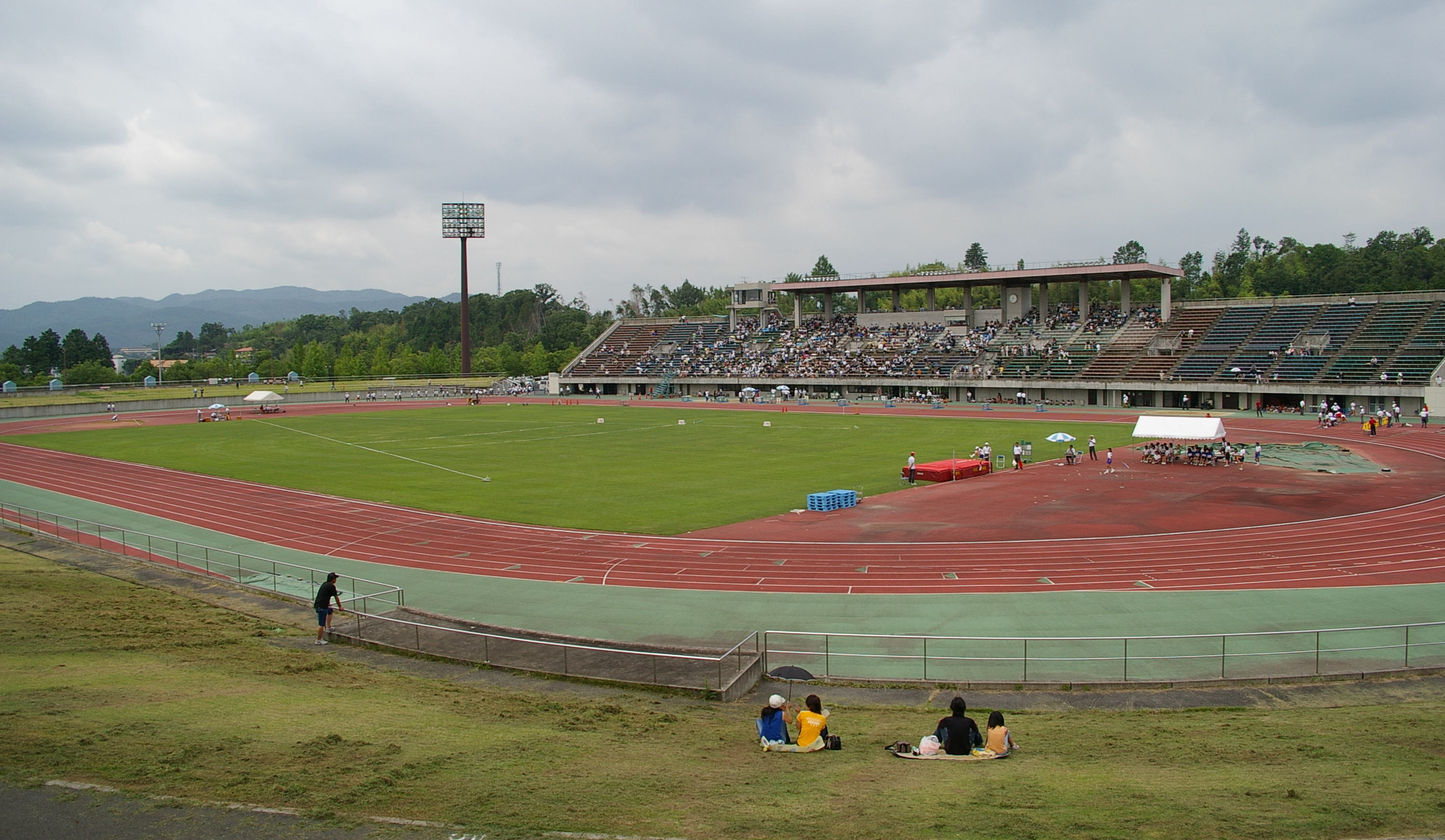
岡山県津山陸上競技場
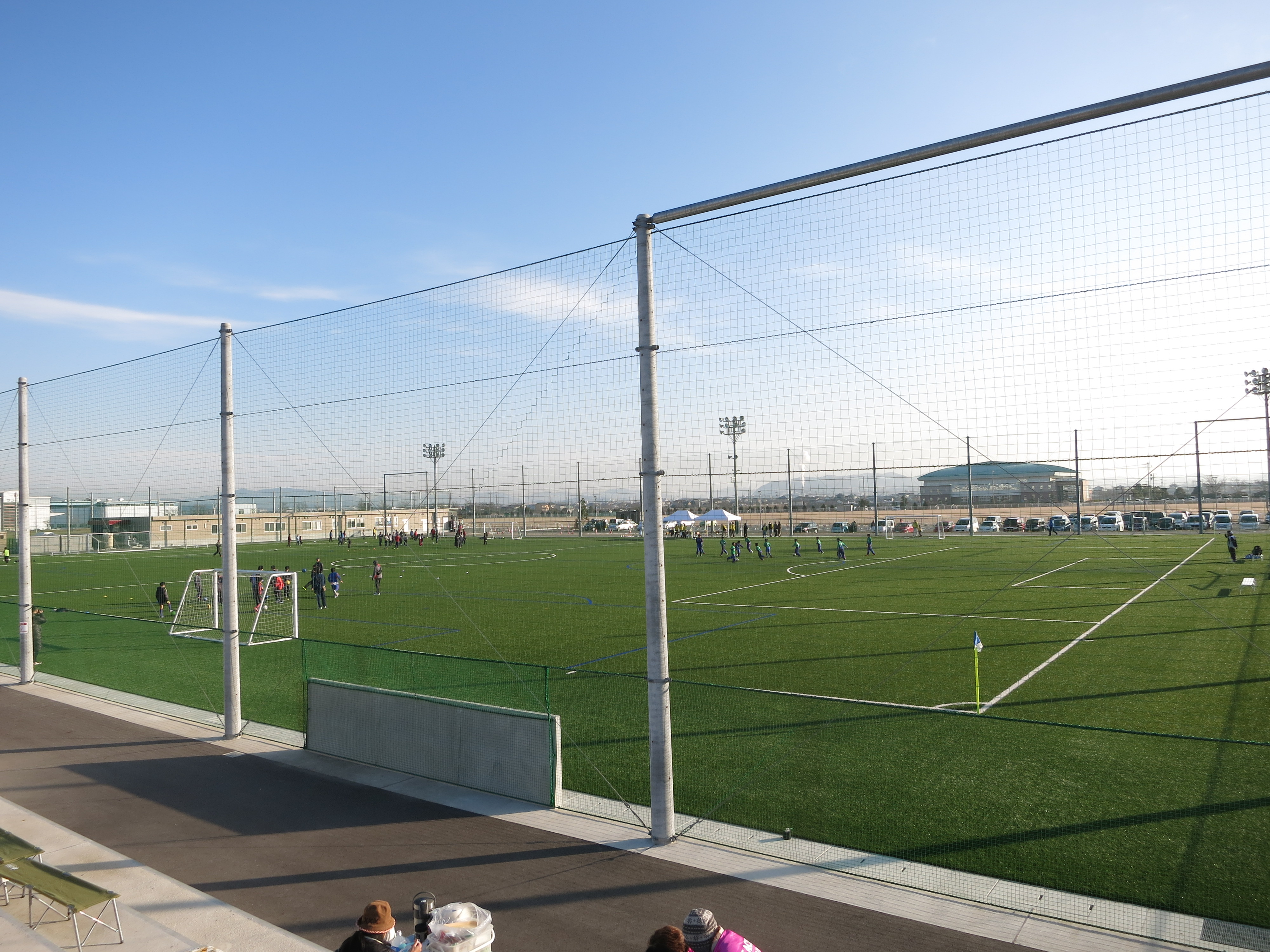
政田サッカー場

## ユニフォーム

### チームカラー
- ワインレッド[2]

### ユニフォームスポンサー
| 掲出箇所 | スポンサー名 | 表記     | 備考 |
| 胸       | 岡山ガス     | 岡山ガス |      |
| 背中     | 無し         | -        |      |
| 袖       | 無し         | -        |      |
| パンツ   | 無し         | -        |      |

### ユニフォームサプライヤー
- 2009年 尾崎商事
- 2010年 - 2016年 PENALTY